# Klatovy (distrito)
Klatovy é um distrito da República Checa na região de Pilsen, com uma área de 194 km² com uma população de 88.043 habitantes (2002) e com uma densidade populacional de 454 hab/km².